# Campionat de Catalunya d'atletisme - Proves combinades
Les proves combinades del Campionat de Catalunya d'atletisme són el decatló en categoria masculina i l'heptatló en categoria femenina. Anteriorment també es disputà el pentatló en categoria femenina. En aquestes disciplines els atletes disputen diverses proves atlètiques, que combinen curses, salts i llançaments i que acostumen a disputar-se durant dues jornades.
El decatló masculí es disputà per primer cop el 1931, essent el vencedor Miquel Consegal Boix. Les proves que componen la disciplina són els 100, els 400 i els 1500 metres llisos, els 110 metres tanques, els salts de llargada, alçada i perxa, i els llançaments de pes, disc i javelina. El pentatló femení es va disputar per primer cop l'any 1966 i les proves disputades foren els 80 metre tanques, el llançament de pes, els salts d'alçada i llargada i els 200 metres llisos. A partir de 1969 els 80 m.t. van ser substituïts pels 100 metres tanques i des de 1977 els 200 metres foren substituïts pels 800 metres llisos. La primera i més llorejada campiona en la prova fou Anna Maria Molina de Haro. L'any 1981 el pentatló fou substituït per l'heptatló. A les proves anteriors s'hi afegí el llançament de javelina i retornà la prova de 200 metres llisos. En aquesta prova les atletes més reeixides són Imma Clopés i Gasull i Tamara del Rio Escribano.

## Historial
| Edició   | Data | Competició masculina              | Competició masculina              | Competició masculina              | Competició femenina                   | Competició femenina                   | Competició femenina                   | refs.        |
| Edició   | Data | Campió                            | Club                              | Punts                             | Campiona                              | Club                                  | Punts                                 | refs.        |
|          |      | Decatló                           | Decatló                           | Decatló                           |                                       |                                       |                                       |              |
| -------- | ---- | --------------------------------- | --------------------------------- | --------------------------------- | ------------------------------------- | ------------------------------------- | ------------------------------------- | ------------ |
| XIV      | 1931 | Miquel Consegal Boix              | FC Badalona                       | 5.405,075                         | la categoria femenina començà el 1966 | la categoria femenina començà el 1966 | la categoria femenina començà el 1966 | [ 1 ]        |
| XV       | 1932 | Joaquim Roca Laforga              | FC Barcelona                      | 5.217,081                         | la categoria femenina començà el 1966 | la categoria femenina començà el 1966 | la categoria femenina començà el 1966 | [ 1 ]        |
| XVI      | 1933 | Joaquim Roca Laforga              | FC Barcelona                      | 5.233,625                         | la categoria femenina començà el 1966 | la categoria femenina començà el 1966 | la categoria femenina començà el 1966 | [ 1 ]        |
| XVII     | 1934 | Joaquim Roca Laforga              | FC Barcelona                      | 5.382,425                         | la categoria femenina començà el 1966 | la categoria femenina començà el 1966 | la categoria femenina començà el 1966 | [ 1 ]        |
| XVIII    | 1935 | Otto Etter Jager                  | FC Barcelona                      | 4.966,605                         | la categoria femenina començà el 1966 | la categoria femenina començà el 1966 | la categoria femenina començà el 1966 | [ 1 ] [ 4 ]  |
| XVIII    | 1935 | Miquel Consegal Boix              | BUC                               | 4.793,865                         | la categoria femenina començà el 1966 | la categoria femenina començà el 1966 | la categoria femenina començà el 1966 | [ 1 ] [ 4 ]  |
| XIX      | 1936 | no es disputà per la Guerra Civil | no es disputà per la Guerra Civil | no es disputà per la Guerra Civil | la categoria femenina començà el 1966 | la categoria femenina començà el 1966 | la categoria femenina començà el 1966 |              |
| -        | 1937 | no es disputà per la Guerra Civil | no es disputà per la Guerra Civil | no es disputà per la Guerra Civil | la categoria femenina començà el 1966 | la categoria femenina començà el 1966 | la categoria femenina començà el 1966 |              |
| -        | 1938 | no es disputà per la Guerra Civil | no es disputà per la Guerra Civil | no es disputà per la Guerra Civil | la categoria femenina començà el 1966 | la categoria femenina començà el 1966 | la categoria femenina començà el 1966 |              |
| -        | 1939 | no es disputà per la Guerra Civil | no es disputà per la Guerra Civil | no es disputà per la Guerra Civil | la categoria femenina començà el 1966 | la categoria femenina començà el 1966 | la categoria femenina començà el 1966 |              |
| XX       | 1940 | Miquel González Abad              | EyD Terrassa                      | 4.006                             | la categoria femenina començà el 1966 | la categoria femenina començà el 1966 | la categoria femenina començà el 1966 | [ 1 ]        |
| XXI      | 1941 | Miquel González Abad              | EyD Terrassa                      | 4.611                             | la categoria femenina començà el 1966 | la categoria femenina començà el 1966 | la categoria femenina començà el 1966 | [ 1 ] [ 5 ]  |
| XXII     | 1942 | Marcel·lí Gené Bertran            | CN Reus Ploms                     | 4.659                             | la categoria femenina començà el 1966 | la categoria femenina començà el 1966 | la categoria femenina començà el 1966 | [ 1 ]        |
| XXIII    | 1943 | Marcel·lí Gené Bertran            | FC Barcelona                      | 4.297                             | la categoria femenina començà el 1966 | la categoria femenina començà el 1966 | la categoria femenina començà el 1966 | [ 1 ]        |
| XXIV     | 1944 | Samuel Franquet Alentorn          | RCD Espanyol                      | 4.345                             | la categoria femenina començà el 1966 | la categoria femenina començà el 1966 | la categoria femenina començà el 1966 | [ 1 ]        |
| XXV      | 1945 | Fernando Sagnier Muñoz            | RCD Espanyol                      | 4.137                             | la categoria femenina començà el 1966 | la categoria femenina començà el 1966 | la categoria femenina començà el 1966 | [ 1 ]        |
| XXVI     | 1946 | Cristóbal Salom Magrané           | FC Barcelona                      | 4.732                             | la categoria femenina començà el 1966 | la categoria femenina començà el 1966 | la categoria femenina començà el 1966 | [ 1 ]        |
| XXVII    | 1947 | Cristóbal Salom Magrané           | FC Barcelona                      | 4.735                             | la categoria femenina començà el 1966 | la categoria femenina començà el 1966 | la categoria femenina començà el 1966 | [ 1 ]        |
| XXVIII   | 1948 | Manuel Clavero Minguillón         | CA Granollers                     | 4.878                             | la categoria femenina començà el 1966 | la categoria femenina començà el 1966 | la categoria femenina començà el 1966 | [ 1 ]        |
| XXIX     | 1949 | Manuel Clavero Minguillón         | CD Granollers                     | 4.831                             | la categoria femenina començà el 1966 | la categoria femenina començà el 1966 | la categoria femenina començà el 1966 | [ 1 ]        |
| XXX      | 1950 | Ricardo Cararach Armengol         | CN Barcelona                      | 4.500                             | la categoria femenina començà el 1966 | la categoria femenina començà el 1966 | la categoria femenina començà el 1966 | [ 1 ]        |
| XXXI     | 1951 | Manuel Clavero Minguillón         | CD Granollers                     | 4.972                             | la categoria femenina començà el 1966 | la categoria femenina començà el 1966 | la categoria femenina començà el 1966 | [ 1 ]        |
| XXXII    | 1952 | Manuel Clavero Minguillón         | CD Granollers                     | 5.034                             | la categoria femenina començà el 1966 | la categoria femenina començà el 1966 | la categoria femenina començà el 1966 | [ 1 ]        |
| XXXIII   | 1953 | Manuel Clavero Minguillón         | CD Granollers                     | 3.816                             | la categoria femenina començà el 1966 | la categoria femenina començà el 1966 | la categoria femenina començà el 1966 | [ 1 ]        |
| XXXIV    | 1954 | Joan Gálvez Olivella              | CN Reus Ploms                     | 3.625                             | la categoria femenina començà el 1966 | la categoria femenina començà el 1966 | la categoria femenina començà el 1966 | [ 1 ]        |
| XXXV     | 1955 | Joan Gálvez Olivella              | CN Reus Ploms                     | 3.605                             | la categoria femenina començà el 1966 | la categoria femenina començà el 1966 | la categoria femenina començà el 1966 | [ 1 ]        |
| XXXVI    | 1956 | Francisco Ruf Giménez             | FC Barcelona                      | 4.630                             | la categoria femenina començà el 1966 | la categoria femenina començà el 1966 | la categoria femenina començà el 1966 | [ 1 ]        |
| XXXVII   | 1957 | Josep Jordi Parellada             | CA Stadium                        | 4.561                             | la categoria femenina començà el 1966 | la categoria femenina començà el 1966 | la categoria femenina començà el 1966 | [ 1 ]        |
| XXXVIII  | 1958 | Arturo Ruf Giménez                | CN Barcelona                      | 4.705                             | la categoria femenina començà el 1966 | la categoria femenina començà el 1966 | la categoria femenina començà el 1966 | [ 1 ]        |
| XXXIX    | 1959 | Francesc Lorente Monge            | CG Barcelonès                     | 4.247                             | la categoria femenina començà el 1966 | la categoria femenina començà el 1966 | la categoria femenina començà el 1966 | [ 1 ]        |
| XL       | 1960 | Arturo Ruf Giménez                | CN Barcelona                      | 4.784                             | la categoria femenina començà el 1966 | la categoria femenina començà el 1966 | la categoria femenina començà el 1966 | [ 1 ]        |
| XLI      | 1961 | Arturo Ruf Giménez                | CN Barcelona                      | 4.030                             | la categoria femenina començà el 1966 | la categoria femenina començà el 1966 | la categoria femenina començà el 1966 | [ 1 ]        |
| XLII     | 1962 | Suspès per manca de participants  | Suspès per manca de participants  | Suspès per manca de participants  | la categoria femenina començà el 1966 | la categoria femenina començà el 1966 | la categoria femenina començà el 1966 | [ 1 ]        |
| XLIII    | 1963 | Francesc Lorente Monge            | CG Barcelonès                     | 3.693                             | la categoria femenina començà el 1966 | la categoria femenina començà el 1966 | la categoria femenina començà el 1966 | [ 1 ]        |
| XLIV     | 1964 | Francisco Griso Serra             | CN Barcelona                      | 4.177                             | la categoria femenina començà el 1966 | la categoria femenina començà el 1966 | la categoria femenina començà el 1966 | [ 1 ] [ 6 ]  |
| XLV      | 1965 | Francisco Griso Serra             | CN Barcelona                      | 5.532                             | la categoria femenina començà el 1966 | la categoria femenina començà el 1966 | la categoria femenina començà el 1966 | [ 1 ]        |
|          |      |                                   |                                   |                                   | Pentatló                              |                                       |                                       |              |
| XLVI     | 1966 | Octavi Rosés Contel               | CN Barcelona                      | 5.312                             | Anna Maria Molina de Haro             | GEiEG                                 | 3.316                                 | [ 1 ]        |
| XLVII    | 1967 | Octavi Rosés Contel               | CN Barcelona                      | 5.504                             | Anna Maria Molina de Haro             | GEiEG                                 | 3.600                                 | [ 1 ]        |
| XLVIII   | 1968 | Francisco Griso Serra             | CN Barcelona                      | 4.330                             | Roser Miranda Balagueró               | UE Santboiana                         | 3.362                                 | [ 1 ]        |
| XLIX     | 1969 | Francisco Griso Serra             | CN Barcelona                      | 5.896                             | Anna Maria Molina de Haro             | GEiEG                                 | 3.966                                 | [ 1 ]        |
| L        | 1970 | Miquel Consegal i Oliveras        | CN Barcelona                      | 5.810                             | Anna Maria Molina de Haro             | GEiEG                                 | 4.219                                 | [ 1 ]        |
| LI       | 1971 | José Pérez Rodríguez              | JA Sabadell                       | 5.728                             | Anna Maria Molina de Haro             | GEiEG                                 | 3.589                                 | [ 1 ]        |
| LII      | 1972 | Jaume Basas Riba                  | CA Igualada                       | 5.600                             | Maria Lourdes Edo Raluy               | SAFAUR                                | 2.620                                 | [ 1 ] [ 7 ]  |
| LIII     | 1973 | Juan Antonio López Cancho         | CE Universitari                   | 7.090                             | María José Pérez Navarro              | GE Seat                               | 2.756                                 | [ 1 ]        |
| LIV      | 1974 | Daniel López Castejón             | CN Barcelona                      | 5.435                             | María José Pérez Navarro              | GE Seat                               | 2.755                                 | [ 1 ]        |
| LV       | 1975 | Juan Antonio López Cancho         | CE Universitari                   | 5.931                             | Cristina Nogués Olivé                 | CN Barcelona                          | 3.146                                 | [ 1 ]        |
| LVI      | 1976 | Alberto Pérez Solanilla           | CE Universitari                   | 5.636                             | Inmaculada Montero Vila               | CA Vic                                | 2.909                                 | [ 1 ]        |
| LVII     | 1977 | Jordi Vilà Viñas                  | CA Laietània                      | 6.580                             | Asunción Morte Ibáñez                 | CA Granollers                         | 3.439                                 | [ 1 ]        |
| LVIII    | 1978 | Antoni Borràs Calvet              | CN Barcelona                      | 5.969                             | Maria Teresa Huidobro Garriga         | CE Universitari                       | 3.275                                 | [ 1 ]        |
| LIX      | 1979 | Antoni Borràs Calvet              | CN Barcelona                      | 6.129                             | Montserrat Virgili Ferré              | CN Reus Ploms                         | 2.895                                 | [ 1 ]        |
| LX       | 1980 | Ángel García Jerez                | Reus Deportiu                     | 6.452                             | Olga Dalmau Reig                      | CG Barcelonès                         | 3.690                                 |              |
|          |      |                                   |                                   |                                   | Heptatló                              |                                       |                                       |              |
| LXI      | 1981 | Salvador Primo Pardo              | CA Granollers                     | 6.529                             | Olga Armengol Ramos                   | Independent                           | 4.921                                 | [ 1 ] [ 8 ]  |
| LXII     | 1982 | Pere Carles Altés Cuixart         | CG Barcelonès                     | 6.429                             | Montserrat Virgili Ferré              | CN Reus Ploms                         | 4.397                                 | [ 1 ]        |
| LXIII    | 1983 | Enric Rúbies Gensana              | AD Antorcha                       | 5.995                             | Maria Jesús Isla Gavín                | FC Barcelona                          | 4.512                                 | [ 1 ]        |
| LXIV     | 1984 | Paul Buscail Pavia                | CG Tarragona                      | 6.197                             | Mercè Alonso Rodríguez                | CA Igualada                           | 4.501                                 | [ 1 ]        |
| LXV      | 1985 | Ramon Llahuet Borrull             | CA Calella                        | 6.417                             | Mercè Alonso Rodríguez                | CA Igualada                           | 4.648                                 | [ 1 ] [ 9 ]  |
| LXVI     | 1986 | Paul Buscail Pavia                | CG Tarragona                      | 6.393                             | Montserrat Fernández Mulleras         | GEiEG                                 | 4.472                                 | [ 1 ]        |
| LXVII    | 1987 | Paul Buscail Pavia                | CG Tarragona                      | 6.711                             | Rosa Escribano Checa                  | GEiEG                                 | 4.526                                 | [ 1 ]        |
| LXVIII   | 1988 | Paul Buscail Pavia                | AE L'Hospitalet                   | 6.900                             | Rosa Escribano Checa                  | GEiEG                                 | 4.574                                 | [ 1 ]        |
| LXIX     | 1989 | Pere Serveto Olivé                | CG Barcelonès                     | 6.500                             | Sílvia Velázquez Roca                 | GEiEG                                 | 4.533                                 | [ 1 ] [ 10 ] |
| LXX      | 1990 | Paul Buscail Pavia                | AE L'Hospitalet                   | 7.184                             | Sílvia Velázquez Roca                 | GEiEG                                 | 5.079                                 | [ 1 ]        |
| LXXI     | 1991 | Xavier Brunet Pàmies              | CN Montjuïc                       | 6.954                             | Montserrat Fernández Mulleras         | GEiEG                                 | 4.859                                 | [ 1 ]        |
| LXXII    | 1992 | Xavier Brunet Pàmies              | CN Montjuïc                       | 7.497                             | Sílvia Velázquez Roca                 | GEiEG                                 | 5.218                                 | [ 1 ]        |
| LXXIII   | 1993 | Xavier Brunet Pàmies              | CA Igualada                       | 7.614                             | Sílvia Velázquez Roca                 | GEiEG                                 | 5.455                                 | [ 1 ]        |
| LXXIV    | 1994 | Marc Magrans de Abril             | GEiEG                             | 6.355                             | Imma Clopés i Gasull                  | GEiEG                                 | 5.050                                 | [ 1 ]        |
| LXXV     | 1995 | Marc Magrans de Abril             | GEiEG                             | 6.751                             | Sílvia Velázquez Roca                 | GEiEG                                 | 5.043                                 | [ 1 ]        |
| LXXVI    | 1996 | Xavier Brunet Pàmies              | CN Barcelona                      | 6.896                             | Imma Clopés i Gasull                  | CN Barcelona                          | 5.588                                 | [ 1 ]        |
| LXXVII   | 1997 | Jordi Costa Casadevall            | CN Barcelona                      | 6.722                             | Begonya Prados Gil                    | CN Poble Nou                          | 4.910                                 | [ 1 ]        |
| LXXVIII  | 1998 | Xavier Brunet Pàmies              | Transports T2                     | 7.210                             | Ana Belén Martínez Segura             | GEiEG                                 | 5.253                                 | [ 1 ]        |
| LXXIX    | 1999 | Josep Maria Gener Boada           | Transports T2                     | 7.020                             | Begonya Prados Gil                    | CA Vic                                | 4.856                                 | [ 1 ]        |
| LXXX     | 2000 | Josep Maria Gener Boada           | GEiEG                             | 7.131                             | Imma Clopés i Gasull                  | GEiEG                                 | 5.307                                 | [ 1 ]        |
| LXXXI    | 2001 | Alberto Castillo Patiño           | FC Barcelona                      | 5.961                             | Imma Clopés i Gasull                  | GEiEG                                 | 4.465                                 | [ 1 ]        |
| LXXXII   | 2002 | Marc Julià Bonmatí                | Integra 2                         | 6.083                             | Desert                                | Desert                                | Desert                                | [ 1 ]        |
| LXXXIII  | 2003 | Alberto Castillo Patiño           | AAC-UBAE                          | 6.167                             | Imma Clopés i Gasull                  | Girona CB-CAP                         | 5.370                                 | [ 1 ]        |
| LXXXIV   | 2004 | Marc Julià Bonmatí                | GEiEG                             | 6.954                             | Imma Clopés i Gasull                  | Girona CB-CAP                         | 5.017                                 | [ 1 ]        |
| LXXXV    | 2005 | Alberto Castillo Patiño           | Carrefour-Lleida                  | 5.759                             | Marta Miró Manero                     | Carrefour-Lleida                      | 4.844                                 | [ 1 ]        |
| LXXXVI   | 2006 | Marc Julià Bonmatí                | Aquadiver-GEiEG                   | 6.908                             | Marta Miró Manero                     | AAC-UBAE                              | 4.760                                 | [ 1 ]        |
| LXXXVII  | 2007 | Alberto Castillo Patiño           | AAC-UBAE                          | 6.233                             | Cristina Bárcena Saludes              | FC Barcelona                          | 5.046                                 | [ 1 ]        |
| LXXXVIII | 2008 | Ferran Fontarnau Bigas            | CA Vic                            | 6.194                             | Cristina Bárcena Saludes              | FC Barcelona                          | 4.962                                 | [ 1 ]        |
| LXXXIX   | 2009 | Agustí Félix Esbri                | FC Barcelona                      | 6.563                             | Marta Miró Manero                     | AA Catalunya                          | 5.022                                 | [ 1 ]        |
| XC       | 2010 | Imanol Cardona Ardanuy            | UA Barberà                        | 6.440                             | Marta Miró Manero                     | FC Barcelona                          | 4.974                                 | [ 1 ]        |
| XCI      | 2011 | Jordi Alsina Pujols               | CA Vic                            | 6.468                             | Tamara del Rio Escribano              | AA Catalunya                          | 4.871                                 | [ 1 ]        |
| XCII     | 2012 | Imanol Cardona Ardanuy            | UA Barberà                        | 6.684                             | Tamara del Rio Escribano              | AA Catalunya                          | 5.084                                 | [ 1 ]        |
| XCIII    | 2013 | Albert Álvarez López              | FC Barcelona                      | 6.788                             | Tamara del Rio Escribano              | AA Catalunya                          | 5.014                                 | [ 1 ]        |
| XCIV     | 2014 | Jesús Castillo Patiño             | Cornellà At.                      | 6.401                             | Tamara del Rio Escribano              | AA Catalunya                          | 5.188                                 | [ 1 ]        |
| XCV      | 2015 | Jesús Castillo Patiño             | Cornellà At.                      | 6.826                             | Tamara del Rio Escribano              | AA Catalunya                          | 5.298                                 | [ 1 ]        |
| XCVI     | 2016 | Jesús Castillo Patiño             | Cornellà At.                      | 6.544                             | Tamara del Rio Escribano              | AA Catalunya                          | 5.156                                 | [ 1 ]        |
| XCVII    | 2017 | Jesús Castillo Patiño             | Cornellà At.                      | 7.124                             | Tamara del Rio Escribano              | AA Catalunya                          | 5.134                                 | [ 1 ]        |
| XCVIII   | 2018 | Jesús Castillo Patiño             | Cornellà At.                      | 7.052                             | Mar Vico Rios                         | FC Barcelona                          | 5.287                                 | [ 1 ]        |
| XCIX     | 2019 | Jesús Castillo Patiño             | Cornellà At.                      | 7.273                             | Xènia Benach Solé                     | Cornellà At.                          | 4.835                                 | [ 1 ]        |
| C        | 2020 | Jesús Castillo Patiño             | Cornellà At.                      | 6.891                             | Mar Vico Rios                         | FC Barcelona                          | 5.286                                 | [ 1 ]        |
| CI       | 2021 | Jesús Castillo Patiño             | Cornellà At.                      | 6.975                             | Mireia López Urbano                   | CA Tarragona                          | 4.451                                 | [ 1 ]        |
| CII      | 2022 | Ferran Merino Sardañés            | Cornellà At.                      | 6.703                             | Clara Gabaldon Grau                   | AA Catalunya                          | 4.584                                 | [ 1 ]        |
| CIII     | 2023 | Jesús Castillo Patiño             | Cornellà At.                      | 7.125                             | Ivet Rovira Figueras                  | GEiEG                                 | 5.051                                 | [ 1 ]        |
| CIV      | 2024 | Pol Ferrer Moncusí                | Cornellà At.                      | 7.646                             | Ivet Rovira Figueras                  | L'Hospitalet At.                      | 5.109                                 | [ 1 ]        |

1. ↑  Disputat els dies 8 i 9 de setembre de 1934, correspon al Campionat del any 1933, el qual fou ajornat.
2. ↑  Independent de la demarcació de Girona.
3. ↑  Les atletes, en posar-se a ploure, van abandonar la competició mentre és realitzava la prova de salt d'alçada.
4. 1 2  Girona Costa Brava - Club Atlètic Palafrugell.